# De nacht van het licht
De nacht van het licht (Engelse titel: Night of Light) is een sciencefictionroman uit 1968 van de Amerikaanse schrijver Philip José Farmer.

## Synopsis
Om de zeven jaar verandert de vreedzame planeet Dante’s Joy in een levende nachtmerrie vol dood, misvorming en waanzin. De meeste bewoners verkiezen een door drugs veroorzaakte slaap om aan deze waanzin te ontsnappen terwijl de wereld buiten gek wordt. Sommigen besluiten toe te geven aan hun innerlijke verlangens. Ze veranderen of in het verdorven beest dat diep verborgen in hen zit of in een opperwezen, verheven tot de opperste sereniteit van waarheid en licht. Velen sterven, worden verminkt of vervormd tot afschuwelijke monsters. John Carmedy, een gewetenloze verbanneling van de aarde besluit het risico te nemen. Ondanks zijn angst en wanhoop gaat hij de confrontatie aan met de nacht van het licht en het onbekende en onherkenbare. Het resultaat is dat hij mede de bron wordt van een religieuze strijd binnen het Boontaïsme. Hijzelf werkt in een orgie (gangbang) mee aan de verwekking van een nieuwe "verlossers" Yess (de goede kant). Algul (de slechte kant) heeft het nakijken. Als Carmody later als katholieke priester terugkeert, krijgt hij te maken met de gevolgen van zijn daden als misdadiger en medeschepper van Yess.